# USA Network
USA Network – amerykańska sieć telewizji kablowej założona 27 września 1977. W 2005 posiadała ponad 89 milionów klientów. Pokazuje ona zarówno własne oraz programy innych stacji.

## Programy emitowane obecnie

### WWE
- WWE Tribute to the Troops (2005-2018)
- WWE Raw (2005-2024)
- WWE NXT (2019-2024)
- WWE SmackDown (2024-)

### Dramaty
- Queen of the South (2016-)[1][2]
- Grzesznica (2017-)[3][4]
- The Purge (2018-)
- Treadstone (2019-)
- Dare Me(2019-)

### Programy, które będą emitowane w przyszłości
- Briarpatch (2020-)
- Dirty John (2020-)

## Programy emitowane dawniej
- Falling Water (2016-2018)[5]
- Shooter (2016-2018)[6]
- Colony (2016-2018)[7][8]
- Damnation(2017-2018)[3][9][10]
- Playing House (2014-2017)
- Donny! -[8] (2015)
- Niewierni (2014-2015)
- Graceland (2013–2015)
- Uwikłany (2015)
- Paramedycy (2014-2015)
- Dig (2015)[11]
- Benched (2014)
- Kamuflaż (2010–2014)
- Nie ma lekko (2011-2014)
- Świry (2006-2014)
- Tożsamość szpiega (2007-2013)
- 4400 (2004–2007)
- Airwolf (1984–1987) 1-3 sezon CBS,
- Partnerzy (2012)
- Martwa strefa (2002–2007)
- Duckman (1994-1997)
- Paragraf Kate (2011–2012)
- Partnerki (2000–2001)
- Na linii strzału (2008-2012)
- Nikita (1997–2001)
- Prawo i porządek: Zbrodniczy zamiar (2001-2007 NBC 2007-2011 USA Network)
- Lost on Earth (1997)
- Szeryf z miasteczka Manhattan (2000)
- Detektyw Monk (2002–2009)
- Mortal Kombat: Defenders of the Realm (1996)
- The Net (1995)
- Nowa seria Alfred Hitchcock przedstawia (1985-1987 NBC , 1987-1989)
- Niebieski Pacyfik (1996–2000)
- Peacemakers (2003)
- Political Animals (2012)
- Żona wstępna (2008)
- Rush (2014)
- Białe kołnierzyki (2009-2014)
- Bananowy doktor (2009-)
- Świadek (2016)[12][13][14]
- W garniturach (2011-2019)
- Mr. Robot (2015-2019)
- Pearson (serial telewizyjny) (2019)[15]
- Unsolved (2018)[16][17]